# Pilz
Pilz GmbH & Co. KG — компания, ведущая деятельность в области инновационных технологий автоматизации. Помимо штаб-квартиры компании в городе Остфилдерн (Германия), компания Pilz имеет 42 дочерних компании и филиалов для поддержки пользователей.

## История
В 1948 году Герман Пильц основал компанию, которая в ту пору представляла собой стеклодувное предприятие в городе Эсслингене.
В 1974 году выпустила на рынок один из первых в Германии программируемых логических контроллеров, PC4K, в основе которого лежала система EUROPILZ, разработанная в 1969 году. Петер Пильц также остается сторонником работы компании на международном рынке, начало которой было положено открытием в Австрии и Швейцарии дочерних предприятий.

PNOZ — появившись в 1987 году, это защитное реле быстро превратилось в одно из широко применяемых предохранительных устройств.
PSS — зарегистрированный товарный знак компании Pilz GmbH & Co KG. система управления PSS появились в 1990-е годы после одобрения профессиональным объединением страховщиков ответственности работодателей.
Pilz GmbH & Co.KG является семейным предприятием, которое на 100% принадлежит семьям Пильц и Куншерт.  В конце 2017 года председатель совета директоров Рената Пильц отошла от руководства компанией. С 2018 года совет директоров составляют управляющие участники общества Сюзанна Куншерт и Томас Пильц.